# 山口県立厚狭高等学校

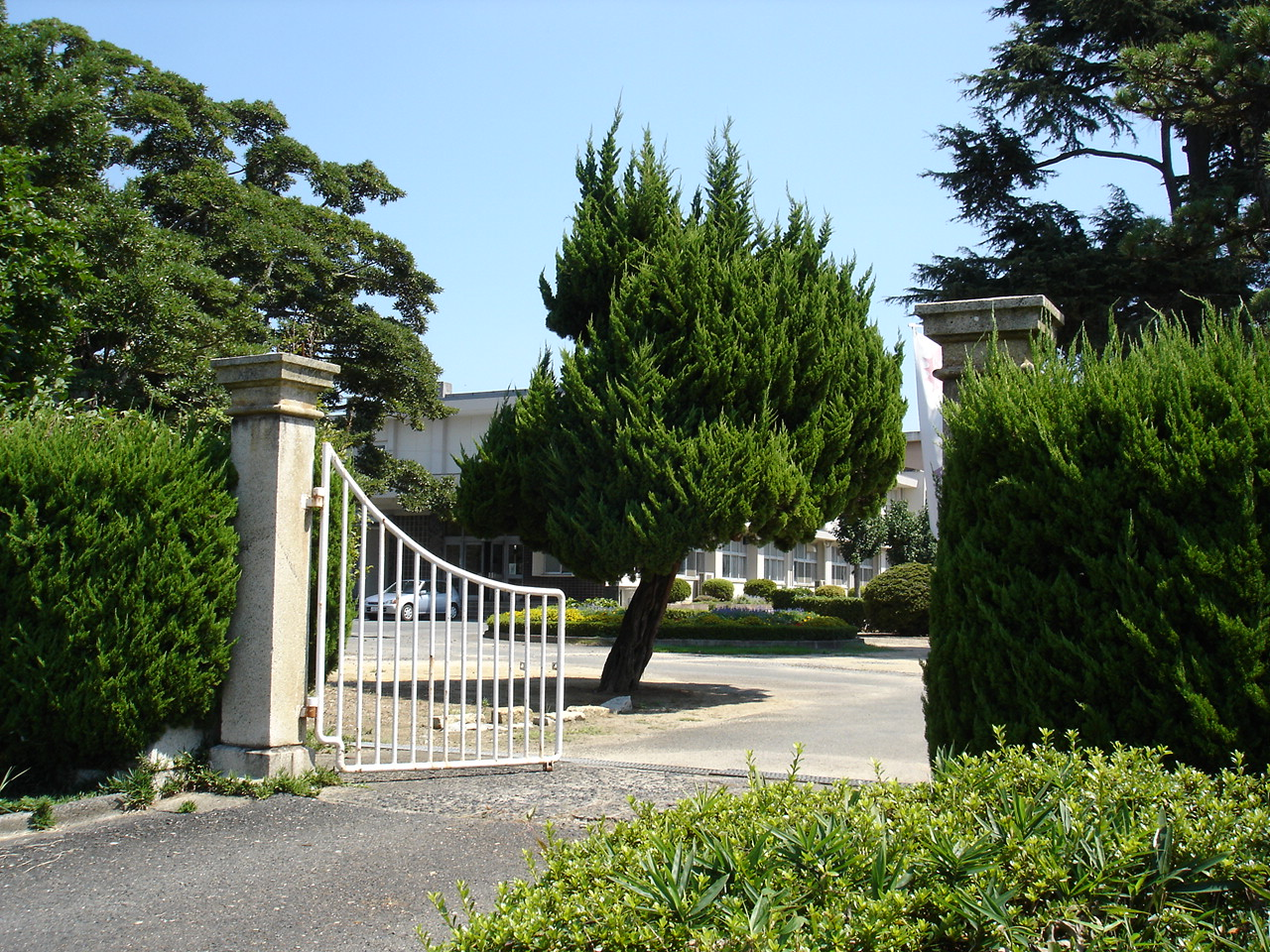
南校舎正門

山口県立厚狭高等学校（やまぐちけんりつあさこうとうがっこう）は、山口県山陽小野田市にある公立の高等学校。校舎が2つ（北校舎と南校舎）あり、それらが山口県道225号船木津布田線（旧国道2号）をはさんで1.5km離れているのが特徴。

## 設置学科

### 北校舎
全日制
- 普通科

### 南校舎
全日制
- 総合家庭科

## 沿革
旧厚狭高等女学校
- 1873年4月 - 船木女児小学創立（現宇部市船木）
- 1908年6月 - 厚狭郡厚西村に校舎新築、移転（現南校舎の地）
- 1923年4月 - 県立厚狭高等女学校と改称
- 1948年4月 - 学制改革により県立厚狭女子高等学校となる

旧厚狭中学校
- 1941年4月 - 県立厚狭中学校創立
- 1948年
  - 4月 - 学制改革により県立厚狭高等学校となる
  - 7月12日 - 王喜分校（定時制普通科）が王喜中学校内で開校する[1]

統合後
- 1949年4月 - 両校の統合で、厚狭高等学校となる。旧厚狭女子が南校舎に旧厚狭高が北校舎になる。
- 1951年3月 - 王喜分校が山口県立下関東高等学校に移管される[2]
- 1962年4月 - 家庭科の他に被服科、食物科を設置
- 1991年4月 - 被服科を服飾デザイン科に改組
- 1996年4月 - 普通科文化英語コース設置
- 2002年4月 - 家政科・服飾デザイン科・食物科を服飾文化科・食物文化科に改組
- 2006年4月 - 普通科文化英語コース募集停止
- 2008年4月 - 食物文化科と服飾文化科を総合家庭科に改組
- 2020年7月 - 県央部多部制定時制・通信制高校（山口県立山口松風館高等学校）の設置に伴う、2022年度からの定時制課程の募集停止を県教委が発表[3]。
- 2024年
  - 3月31日 - 定時制課程を廃止[4]。
  - 11月1日 - 北校舎内に山口県立厚狭明進高等学校が設置される[5]。
- 2025年 - 2025年度から生徒募集を停止する。

## 主な卒業生
- 安部敏恵（四国放送アナウンサー）
- なかはらかぜ（漫画家）
- 前田真宏（山梨放送アナウンサー）野球部出身。
- 松山航大（長野放送アナウンサー）
- 矢野龍（住友林業会長）

## 参考資料
- 豊浦高等学校沿革史編纂委員会『豊浦高等学校沿革史』豊浦高等学校、下関市、1968年。doi:10.11501/9581219。